# Bein Sports (Estados Unidos)
Bein Sports (estilizado beIN Sports), es una cadena de televisión por suscripción que emite contenidos deportivos internacionales disponible en Estados Unidos. La cadena ofrece cobertura exclusiva de varias competiciones de fútbol y además   
Además, transmite partidos de deportes como rugby, carreras de autos, balonmano, carreras de motos, tenis y voleibol. 
Emite a través de plataformas de televisión por cable y satélite.

## Historia
BeIN Sports USA lanzado en el proveedor de televisión por satélite DirecTV el 16 de agosto de 2012, coincidiendo con el inicio de la temporada 2012-13 de las ligas europeas de fútbol. beIN inició transmisiones en la red satelital Dish al día siguiente antes de agregarse al gigante de cable Comcast el 6 de septiembre de 2012. Verizon FiOS agregó a BeIN Sports en marzo de 2013.
En 2016, BeIN Sports llegó a un acuerdo con Conference USA para realizar juegos selectos de fútbol, baloncesto, béisbol y softbol. Este acuerdo finalizó después de la temporada 2018-19 y no se renovó. También en 2016, BeIN Sports comenzó a mostrar partidos de la North American Soccer League.
En agosto de 2018, varios proveedores de televisión importantes dejaron de transmitir la cadena, incluidos AT&T (tanto DirecTV como U-verse), Verizon FIOS, y Xfinity.
En octubre de 2018, el WTA Tour devolvió sus derechos de transmisión a Tennis Channel. Su contrato con BeIN (como parte de un acuerdo internacional más amplio) fue criticado por los fanáticos por limitar el alcance de sus eventos, citando una programación inconsistente e intermitente debido a conflictos con el fútbol internacional, y transporte decreciente.
En 2019, BeIN Sports lanzó BeIN Sports Xtra, una extensión de transmisión en vivo 24/7 de la marca BeIN Sports que permite a los fanáticos ver juegos seleccionados de forma gratuita y transmite otros programas relacionados con los deportes al igual que muestra highlights de diversos eventos. El servicio está disponible en FuboTV, Sling TV, Pluto TV, The Roku Channel, Vizio, Redbox, Samsung TV Plus, Fanatiz, Klowd TV, Xumo, y está disponible a través de estaciones de televisión en mercados selectos.
Basado en números de Nielsen, Variety clasificó a beIN Sports como la cadena de televisión con el rating más bajo de los Estados Unidos en 2021 según el total de espectadores, con una disminución del 40% año tras año.

## Programación

### Fútbol
- Ligue 1[8]
- Copa de Francia
- Supercopa de Francia
- Superliga de Turquía

- Copa Libertadores[9]
- Copa Sudamericana[9]
- Recopa Sudamericana[9]
- Amistosos de la Selección de fútbol de Brasil
- Copa Africana de Naciones
- Liga de Campeones de la CAF
- Copa Confederación de la CAF

### Motor Deportes
- FIM Speedway Grand Prix[10]
- Copa Mundial de Turismos[11]

#### Handball
- Liga de campeones de la EHF

### Lucha libre profesional
- Major League Wrestling
  - MLW Fusion
  - Battle Riot III

## Programas
- La Liga World
- Real Madrid TV
- Gillete World Sports
- The Xtra
- George Weah
- Bein Legends
- The Ligue 1 Show
- The Locker Room
- MLW Fusion
- The Xpress Extra

## Periodistas
- Gary Bailey
- Ana Cobos
- Andrés Bermúdez
- Andrés Cordero
- Hope Solo
- Kaylyn Kyle
- Ray Hudson
- George D. Metellus
- Thomas Rongen
- Phil Schoen
- Carmen Boquín
- Miguel Serrano
- Jeremy St. Louis
- Diego Pessolano
- Jaime Macías